# Peter Rödler (Erziehungswissenschaftler)
Peter Rödler (* 1953 in Frankfurt am Main) ist ein deutscher Erziehungswissenschaftler und Hochschullehrer.

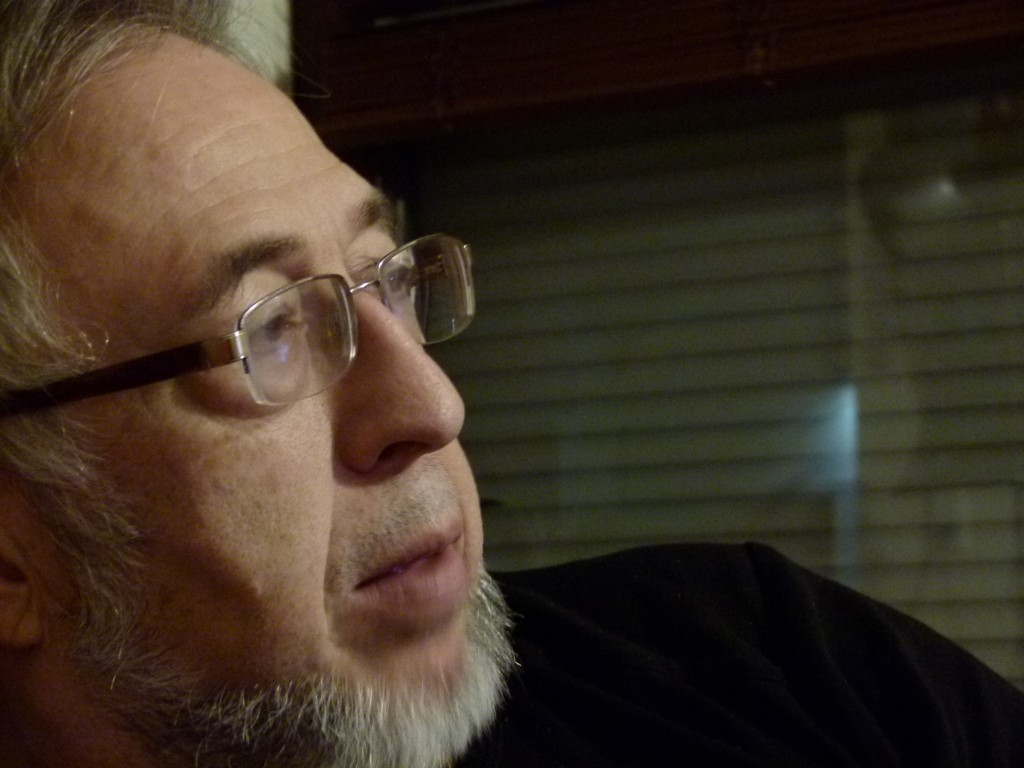
Peter Rödler 2012

## Leben
Rödler besuchte von 1960 bis 1972 in Frankfurt am Main die Grundschule und ein Gymnasium (Musterschule). Nach dem Zivildienst studierte er von 1974 bis 1978 Sonder- und Heilpädagogik an der Johann Wolfgang Goethe-Universität Frankfurt am Main. Von 1975 bis 1980 erfüllte er einen Lehrauftrag an der Wartberg-Schule für Praktisch Bildbare in Friedberg. 1979 bis 1983 war er Doktorand am Institut für Sonder- und Heilpädagogik der Goethe-Universität und absolvierte ab 1982 sein Referendariat an der Heinrich-Hermann-Schule in Schlüchtern, das er 1983 mit dem 2. Staatsexamen beendete. Rödler wurde 1983 mit dem Thema Diagnose Autismus – ein Problem der Sonderpädagogik an der Goethe-Universität Frankfurt zum Doktor der Philosophie (Dr. phil.) promoviert. 1993 habilitierte sich Rödler mit der Schrift Menschen, lebenslang auf Hilfe anderer angewiesen – Grundlagen einer allgemeinen basalen Pädagogik.
Von 1997 bis 2018 war Rödler ordentlicher Professor für Allgemeine Sonderpädagogik an der Universität Koblenz-Landau, Campus Koblenz. Die Denomination der Professur wurde mit Blick auf die Forderung nach Inklusion im Zuge der Lehrerbildungsreform Rheinland-Pfalz 2003 in Schulpädagogik/Allgemeine Didaktik mit dem Schwerpunkt Heterogenität Differenzierung umgewandelt. Rödler war damit der einzige ausgewiesene Sonderpädagoge auf einer allgemein pädagogisch/didaktischen Professur im Bereich der Lehrerbildung.
Rödler war von 1997 bis 2001 Mitglied des EU-Sokrates-Projektes INTEGER zur Erarbeitung eines Hochschulcurriculums für Inclusive Education und des EU-Sokrates-Projektes ODL: inclusive zur Erarbeitung eines Selbst- und Fernstudienmoduls zu den Grundlagen von Inclusive Education.
Rödler gründete 2001 mit Gerd Schwabe (Wirtschaftsinformatik) und Uli Fuhrbach (Informatik, KI) das fachbereichsübergreifende Institut für Wissensmedien, Koblenz (IWM) und war bis 2018 Mitdirektor des Instituts.
Von 1989 bis 2007 war Rödler als Nachfolger von Georg Feuser Schriftleiter der Fachzeitschrift BEHINDERTENPÄDAGOGIK – Vierteljahresschrift für Behindertenpädagogik und Integration Behinderter. Er ist bis heute im Wissenschaftlichen Beirat der Zeitschrift.
Rödler organisierte den Master-Fernstudiengang Inklusion und Schule, der seit 2016 vom zfuw - Zentrum für Fernstudien und Universitäre Weiterbildung der Uni Koblenz-Landau angeboten wird.
Rödler war Gutachter für AQUAS, FIBAA und den Deutschen Akademischen Austauschdienst DAAD.
Rödler war von 1991 bis 2005 verheiratet mit Ines Stumpe geb. Hänel. Angeheirater Sohn Martin (1987) und Sohn Georg (1992) lebten nach der Scheidung in seinem Haushalt.
Enkel: Juri, Leni, Johanna und Loukas.

## Position
Rödler erarbeitet und entfaltet auf der Basis der Reflexion von Erfahrungen mit Menschen mit autistischen Verhaltensweisen und nicht-sprechenden Menschen mit erheblichen Beeinträchtigungen auf vielfältigen theoretischen Grundlagen, in großer Nähe zur Theorie Georg Feusers, eine Allgemeine Pädagogik ohne Ausschluss. Er ist damit – auch als Schriftleiter der Behindertenpädagogik – eine seit den 80er Jahren bedeutende Stimme in der Diskussion um gemeinsamen Unterricht und Inklusion. Schwerpunkt ist dabei ein vertieftes Verständnis dieser Aufgabe derart, dass die wesentlichen Aspekte der Umsetzung allgemeinpädagogischen Charakter haben, dem die Individualisierende Sicht der Sonderpädagogik erst einmal entgegensteht.
Angeregt durch die Auseinandersetzungen mit Peter Singer 1989 um die mögliche Tötung der behinderten Menschen, denen dieser auf Grund bestimmter fehlender Eigenschaften keinen Personenstatus – bei Singer eine gattungsübergreifend mögliche Eigenschaft – zugesteht, stellt Rödler als Grundlage aller Menschen die nicht ausreichende instinktive Steuerung (‚Unbestimmtheit‘) in den Mittelpunkt.
Diese Grundlage ist unabhängig von der biologischen Ausstattung bei allen Menschen gattungstypisch gegeben. Eine zentrale Rolle bekommt diese anthropologische Grundeigenschaft in der Theorie Rödlers dadurch, dass er verdeutlicht, dass der Instinkt bei Tieren der gattungstypische Organisator des Wahrnehmens und Lernens von Tieren ist; Tiere können z. T. individuell hoch entwickelte Wege zum Ziel (Werkzeuge) erfinden, das Grundziel ihrer Handlungen bleibt aber instinktiv fixiert.
Bei Menschen gerät schon die einfache Wahrnehmung der Umwelt ohne die innere Referenz auf den Instinkt in grundlegende Schwierigkeiten. Menschen brauchen deshalb, um ihre Wahrnehmung nach der Geburt überhaupt organisieren zu können, existenziell in der Umwelt soziale/kulturelle Bedeutungen als primären Referenzersatz. Aus diesen erfahrenen Be-Deutungen bilden sich die Menschen dann je eine individuelle Auswahl verinnerlichter Bedeutungen, die in ihrem Gesamtzusammenhang als ‚Sinn‘ (Eigen-Sinn) die Instinkte als Organisator des Wahrnehmens, Lernens und Handelns ersetzen.
Menschen sind deshalb lebenslang an einen solchen Austausch individueller Bedeutungen (Dialog, Teilhabe, Kultur) angewiesen. Hieraus ergibt sich die grundsätzliche Forderung nach gesellschaftlicher Inklusion und theoretisch nach einer Allgemeinen Pädagogik, die von ihren Grundlagen her keinen Menschen ausschließt, d. h., keinerlei Leistungen voraussetzt. Innerhalb des Unterrichts gewinnt der motivational-kulturelle Zugang zum Unterrichtsgegenstand und der soziale Austausch hierüber wieder eine größere Bedeutung als das Lernen reiner Fakten, Funktionen und Methoden (Georg Feuser: ‚Gemeinsamer Gegenstand‘).

## Veröffentlichungen (Auswahl)
- Gesamtliste

### Gewidmete Literatur
- Willehad Lanwer (Hrsg.): Bildung für alle - Beiträge zu einem gesellschaftlichen Schlüsselproblem. Psychosozial Verlag, Gießen, 2014, ISBN 978-3-8379-2376-6.
- Jutta Lütjen (Hrsg.): Aufklärung im Lichte der Pädagogik - Möglichkeitsräume durch genuine Perspektiven. Zur Kritik des Reduktionismus in Bildung und Erziehung. Psychosozial Verlag, Gießen, 2018, ISBN 978-3-8379-2851-8.

### Monografien
- Diagnose: Autismus. Ein Problem der Sonderpädagogik. Grundlagen zum pädagogischen Umgang mit dem Problem autistischen Verhaltens. AFRA, Frankfurt am Main u. a. 1983, ISBN 3-923217-62-5 (Zugleich: Frankfurt am Main, Universität, Dissertation, 1993).
- Menschen, lebenslang auf Hilfe anderer angewiesen. Grundlagen einer allgemeinen basalen Pädagogik. AFRA, Frankfurt am Main u. a. 1993, ISBN 3-923217-62-5 (2. erweiterte Auflage als: Geistig behindert. Menschen, lebenslang auf Hilfe anderer angewiesen? Grundlagen einer basalen Pädagogik. Luchterhand, Neuwied u. a. 2000, ISBN 3-472-04023-8; zugleich: Frankfurt am Main, Universität, Habilitations-Schrift, 1993).

### Herausgeberschaften
- Reihe: Reflexe pädagogischer Studien. ZDB-ID 2266015-X.
- mit Ernst Berger und Wolfgang Jantzen: Es gibt keinen Rest! Basale Pädagogik für Menschen mit schwersten Beeinträchtigungen. Luchterhand, Neuwied u. a. 2001, ISBN 3-472-04449-7.
- mit Heinrich Greving und Christian Mürner: Zeichen und Gesten. Heilpädagogik als Kulturthema. Psychosozial-Verlag, Gießen 2004, ISBN 3-89806-302-X.
- mit Markus Dederich, Heinrich Greving und Christian Mürner: Inklusion statt Integration? Heilpädagogik als Kulturtechnik. Psychosozial-Verlag, Gießen 2006, ISBN 3-89806-507-3.
- mit Markus Dederich, Heinrich Greving und Christian Mürner: Heilpädagogik als Kulturwissenschaft. Menschen zwischen Medizin und Ökonomie. Psychosozial-Verlag, Gießen 2009, ISBN 978-3-8379-2054-3.
- mit Markus Dederich, Heinrich Greving und Christian Mürner: Behinderung und Gerechtigkeit. Heilpädagogik als Kulturpolitik. Psychosozial-Verlag, Gießen 2013, ISBN 978-3-8379-2305-6.